# Zygot
Zygot är den cell som bildas då två gameter (vanligen ägg och spermie) förenas vid befruktning. Zygoten har till skillnad från gameterna dubbel kromosomuppsättning (den är alltså diploid).
Hos människan förenas de två uppsättningarna med 23 kromosomer i vardera gamet till att bli lika många kromosompar. Den första celldelningen äger rum efter cirka 12 timmar; efter ett antal celldelningar bildas en cellklump kallad morula.